# Santa Victoria (departament)
Departament Santa Victoria (hiszp. Departamento Santa Victoria) – departament położony północnej części prowincji Salta. Stolicą departamentu jest Santa Victoria Oeste. W 2010 roku populacja departamentu wynosiła 10344. 
Od południa graniczy  departamentem Iruya, od północy z Boliwią, a od wschodu z  departamentem Orán.
Obszar departamentu wraz z sąsiadującym departamentem Iruya tworzy region Prepuna (la Prepuna). W części zachodniej departamentu znajdują się góry Sierra de Santa Victoria, dochodzące do wysokości 5000 m. Na terenie departamentu znajduje się Park narodowy Baritú (hiszp. Parque Nacional Baritú).  
W skład departamentu wchodzą m.in. miejscowości: Santa Victoria Oeste, Los Toldos, Nazareno, Poscaya, Campo La Cruz, San Marcos.